# Шентйошт
Шентйошт (словен. Šentjošt) — поселення в общині Ново Место, регіон Південно-Східна Словенія, Словенія.